# Feticismo dei palloncini
Il feticismo dei palloncini (detto anche globofilia) è un feticismo che consiste nel provare eccitazione sessuale in attività che includono i palloncini.
I feticisti dei palloncini si chiamano looners. Questa parafilia non va confusa con alcune affini ad essa, come per esempio la body Inflation (immaginare di gonfiare parti del corpo) o il feticismo dei gonfiabili.
Sebbene questo feticismo sia raro e poco indagato dalla letteratura scientifica, l'esistenza dei feticisti è facilmente rintracciabile online, sui social network e i forum dedicati. Inoltre è attestato da una vasta produzione di filmati feticistici soft e pornografici, oltre che ad altri siti dedicati.
Come per altre parafilie, è considerata una preferenza sessuale non patologica a patto che essa non causi sofferenze all'individuo, non interferisca con la sua vita normale e non lo spinga a causare danni a chi lo circonda (in caso contrario si parlerebbe di disturbo parafilico).

## Caratteristiche
Questo feticismo è diffuso sia negli uomini che nelle donne, tuttavia come per la maggioranza delle parafilie sembrerebbe avere una prevalenza nella popolazione di sesso maschile, anche se non esistono dati certi.
Un looner può riuscire a eccitarsi anche solo interagendo col palloncino, o vedendo il proprio partner interagire con esso. Oltre a ciò egli integra l'interazione con i palloncini negli atti erotici come la masturbazione o i rapporti sessuali, in particolare eseguendo alcune pratiche specifiche di questo fetish.

## Origine
Come per le altre parafilie non è chiara la causa scatenante. Molti looner rintracciano l'origine del loro feticismo in un evento emozionalmente intenso in presenza di palloncini vissuto durante l'infanzia o l'adolescenza.
Per alcuni di essi si tratta di un evento traumatico, come una reazione fobica allo scoppio di un pallone. Per altri invece la causa scatenante è un evento emozionalmente positivo, come ad esempio aver assistito una persona del genere sessuale desiderato intenta a giocare con il pallone o scoppiarlo, o la soddisfazione provata in prima persona nel gioco e nello scoppio del pallone.
Nel caso si tratti di un evento traumatico, molti individui sviluppano una fobia dei palloncini in toto (globofobia) o del loro scoppio (fonofobia) che in stadi successivi della vita potrebbero porre le basi per lo sviluppo del feticismo.

## Sviluppo
Sia che un looner abbia un'esperienza pregressa negativa o positiva con i palloncini, egli li associa più o meno inconsciamente all'eccitazione sessuale. La componente eccitante riconosciuta dal looner in un pallone varia da individuo a individuo, ma spesso l'ansia dello scoppio è un fattore preponderante.
Altri fattori in gioco sono la respirazione intensa nel gonfiaggio, il parallelismo tra il progressivo ingrandimento del pallone e l'aumento dell'eccitazione sessuale, la sensazione tattile, l'odore del lattice, l'utilizzo della bocca nel gonfiaggio (che può ricordare la fellatio), il suono di gonfiaggio, i rumori striduli del pallone che viene stuzzicato, l'atmosfera che rimanda a una gioventù spensierata, la sensazione di potere verso un oggetto fragile, le pulsioni Freudiane di Libido e Destrudo e ancora tanti altri fattori che variano da individuo a individuo.
La maggior parte delle volte, i feticisti dei palloncini prediligono palloncini in lattice di grandezze superiori alla media.
Nella maggior parte dei casi, i looner tendono a vivere questa passione sessuale in modo solitario evitando di confidare la propria parafilia. Infatti, è molto raro che notino nell'ambiente circostante qualcuno con lo stesso gusto sessuale, e temono che il gruppo che li circonda possa non rispettare tale fetish in quanto i palloncini vengono generalmente considerati come qualcosa di inadeguato in un contesto erotico.
A causa delle scarse informazioni, ignorano l'esistenza di altri individui che hanno subito il loro stesso imprinting sessuale, venendone a conoscenza solo più tardi, oggi principalmente tramite la rete. Tuttavia la prima community di looner documentata è antecedente ad internet, fu fondata infatti nel 1976 come club per corrispondenza.

## Categorie
I feticisti dei palloncini si dividono in tre diverse categorie:
- Non-popper[1][4][5][11][17][21][24], a cui non piace lo scoppio dei palloncini. Rientrano in questa categoria la maggior parte dei looner con la fobia dello scoppio. Altri pur non avendone la fobia, considerano lo scoppio come la rottura di un sex-toy;
- Semi-popper[5][11][17], che generalmente evitano lo scoppio dei palloni, ma in alcune circostanze specifiche lo trovano eccitante (per esempio lo scoppio accidentale, o lo scoppio intenzionale da parte del loro partner);
- Popper[1][4][5][11][17][21][24], che hanno una predilezione per lo scoppio dei palloncini. Spesso il loro feticismo o nasce da un imprinting positivo per lo scoppio. Alternativamente individui che originariamente appartenevano ai gruppi precedenti, una volta superata la fobia dello scoppio diventano popper.